# Coniopteryx javana
Coniopteryx javana is een insect uit de familie van de dwerggaasvliegen (Coniopterygidae), die tot de orde netvleugeligen (Neuroptera) behoort. 
De wetenschappelijke naam Coniopteryx javana is voor het eerst geldig gepubliceerd door Enderlein in 1907.